# 倉鼠科
倉鼠科（学名：Cricetidae）是啮齿目鼠總科中的一个科，它包括仓鼠、田鼠、旅鼠、新世界鼠等。仓鼠科有约600个种类，是哺乳动物中第二大的科。
倉鼠科的定义在生物分类学历史中曾多次变化。今天这个科与鼠总科的其他的其他科一起并列。过去曾经有多个其他鼠总科的动物被列入仓鼠科，如丽仓鼠属、沙鼠、冠鼠、鼢鼠等。基因学分析表明这些鼠类不属于仓鼠科。

## 分類
仓鼠科分五个亚科、112个属和约580个种，還有一個化石亞科，分別如下：
- 田鼠亚科（Arvicolinae）
- 倉鼠亞科（Cricetinae）
- 林鼠亞科（Neotominae）
- 棉鼠亚科（Sigmodontinae）
- 美洲攀緣鼠亞科（Tylomyinae）
- †众古仓鼠亚科 Democricetodontinae
  - †众古仓鼠属 Democricetodon
  - †卡迪瑞亚仓鼠属 Karydomys
  - †稀古仓鼠属 Spanocricetodon